# Jorunna
Jorunna là một chi sên biển, nhóm con sên biển mang trần thuộc nhánh Doridacea, là động vật thân mềm chân bụng không vỏ sống ở biển trong họ Dorididae.

## Các loài
Các loài thuộc chi Jorunna bao gồm:
- Jorunna alisonae Marcus, 1976
- Jorunna funebris Kelaart, 1858
- Jorunna onubensis Cervera, Garcia & Garcia, 1986
- Jorunna pardus Behrens & Henderson, 1981
- Jorunna pantherina Angas, 1864
- Jorunna parva Baba, 1938
- Jorunna rubescens Bergh, 1876
- Jorunna spazzola Marcus, 1955
- Jorunna tomentosa (Cuvier, 1804)

## Hình ảnh

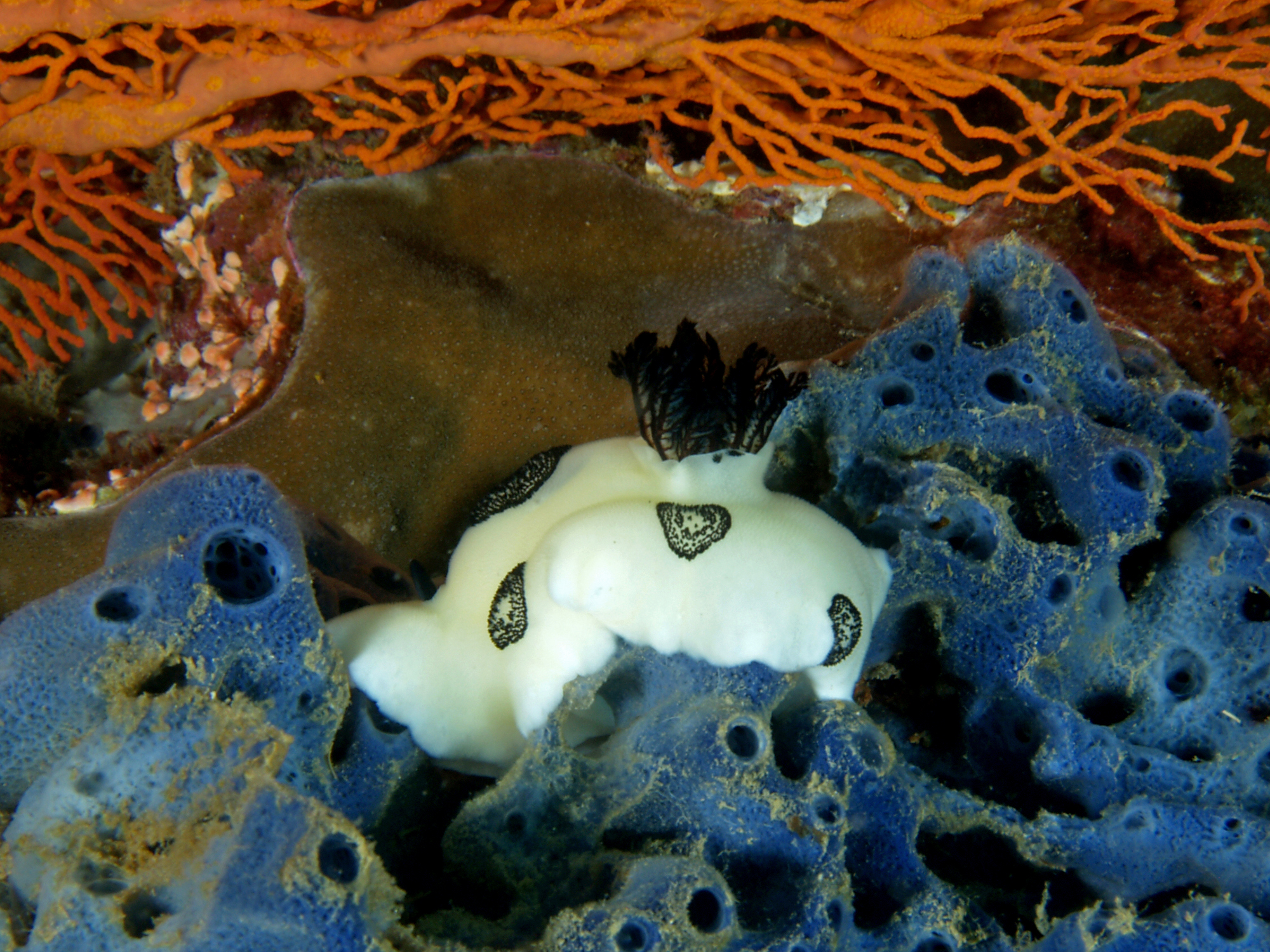
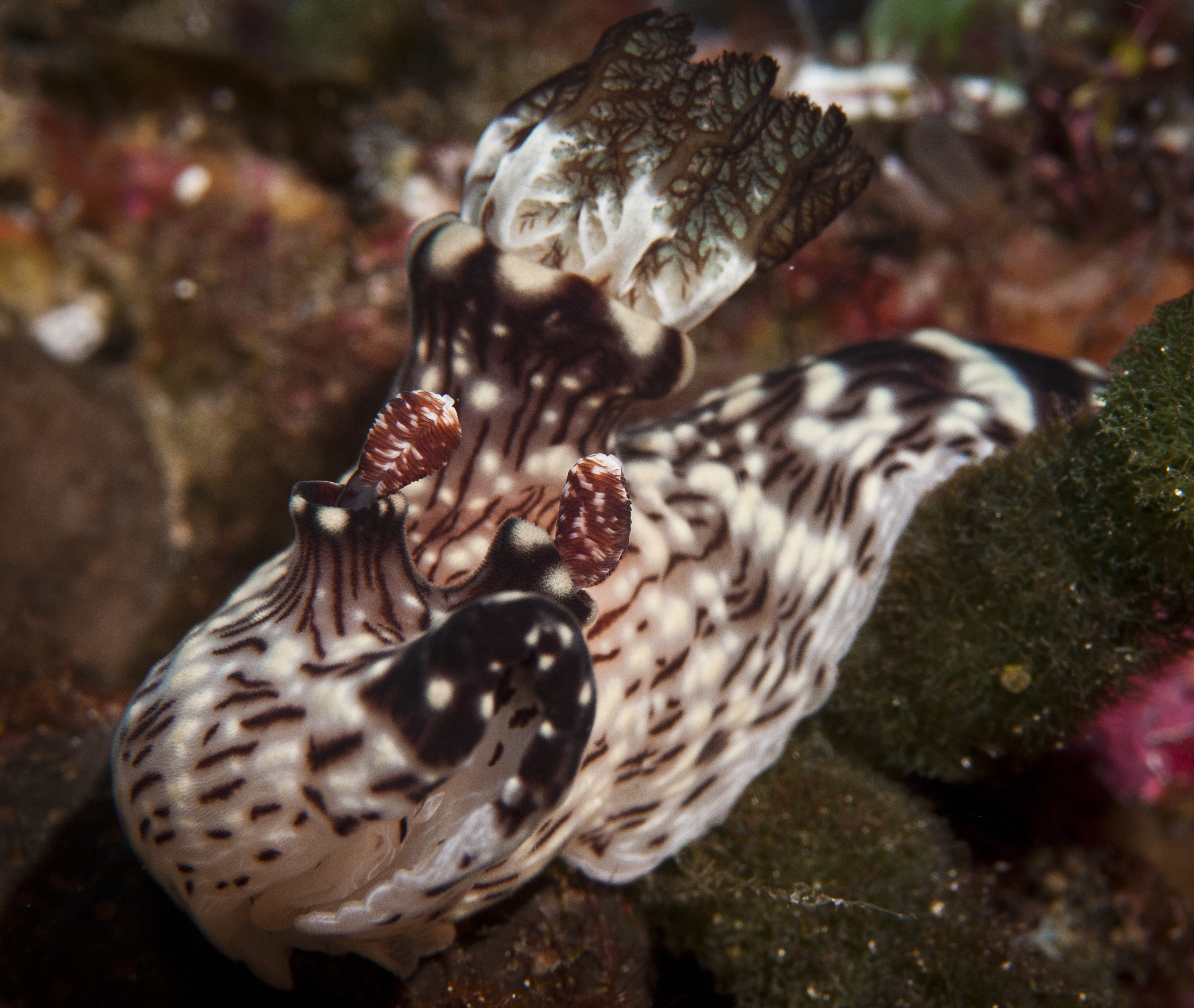